# Régis
Régis  è un nome proprio di persona francese maschile.

## Varianti
- Maschili: Règis, Regís, Regis

## Origine e diffusione

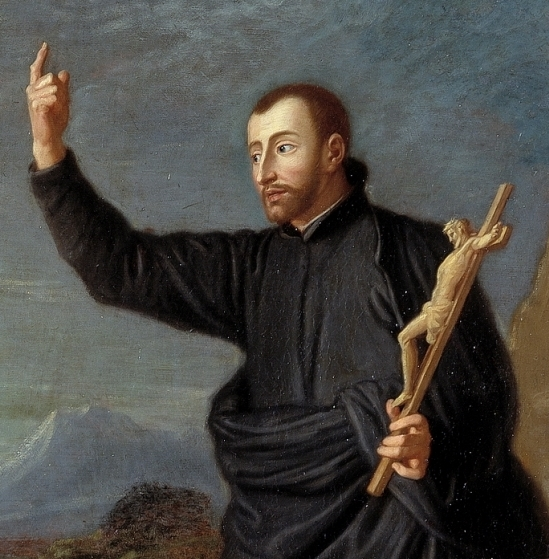
San Giovanni Francesco Régis in un dipinto di Michel-Ange Houasse conservato al Prado

Si tratta di un nome di origine devozionale, derivato dal cognome di san Giovanni Francesco Régis, gesuita, detto "l'Apostolo del Vivarese", canonizzato nel 1737.
Il cognome occitano Régis potrebbe essere legato al latino rēgĭs (genitivo singolare di rēx), ovvero "del re", ed avere il significato di "regio", "regale".

## Onomastico
L'onomastico si può festeggiare in onore di san Giovanni Francesco Régis il 31 dicembre.
Con questo nome si ricordano anche, alle date seguenti:
- 18 febbraio: san Francesco Régis Clet, lazzarista, martire in Cina
- 2 settembre: beato Carlo Régis Matteo de La Calmette, laico, martire dei massacri di settembre

## Persone
- Régis Blachère, arabista francese
- Régis Boissié, allenatore di pallacanestro ed ex cestista francese
- Régis Bonnessée, autore di giochi ed editore francese
- Régis Boyer, storico delle religioni e linguista francese
- Régis Courtecuisse, micologo francese
- Régis de Souza, calciatore brasiliano
- Régis Delépine, ciclista su strada francese
- Régis Deparis, pittore francese
- Régis Dorn, calciatore francese
- Régis Fuchs, hockeista su ghiaccio svizzero
- Régis Genaux, allenatore di calcio e calciatore belga
- Régis Gurtner, calciatore francese
- Régis Jauffret, scrittore e drammaturgo francese
- Régis Koundjia, cestista centrafricano
- Régis Laconi, pilota motociclistico francese
- Régis Loisel, disegnatore e fumettista francese
- Régis Mengus, cantante francese
- Régis Ovion, ciclista su strada francese
- Régis Ribeiro de Souza, calciatore brasiliano
- Régis Rothenbühler, allenatore di calcio e calciatore svizzero
- Régis Augusto Salmazzo, calciatore brasiliano
- Régis Sonnes, rugbista e allenatore di rugby francese
- Régis Tosatti Giacomin, calciatore brasiliano
- Régis Wargnier, regista e sceneggiatore francese

## Il nome nelle arti
- Regis è personaggio immaginario creato da R. A. Salvatore, protagonista di alcuni romanzi di Forgotten Realms, ambientazione per il gioco di ruolo Dungeons & Dragons.
- Regis è personaggio immaginario della Saga di Geralt di Rivia.